# Fundición maleable

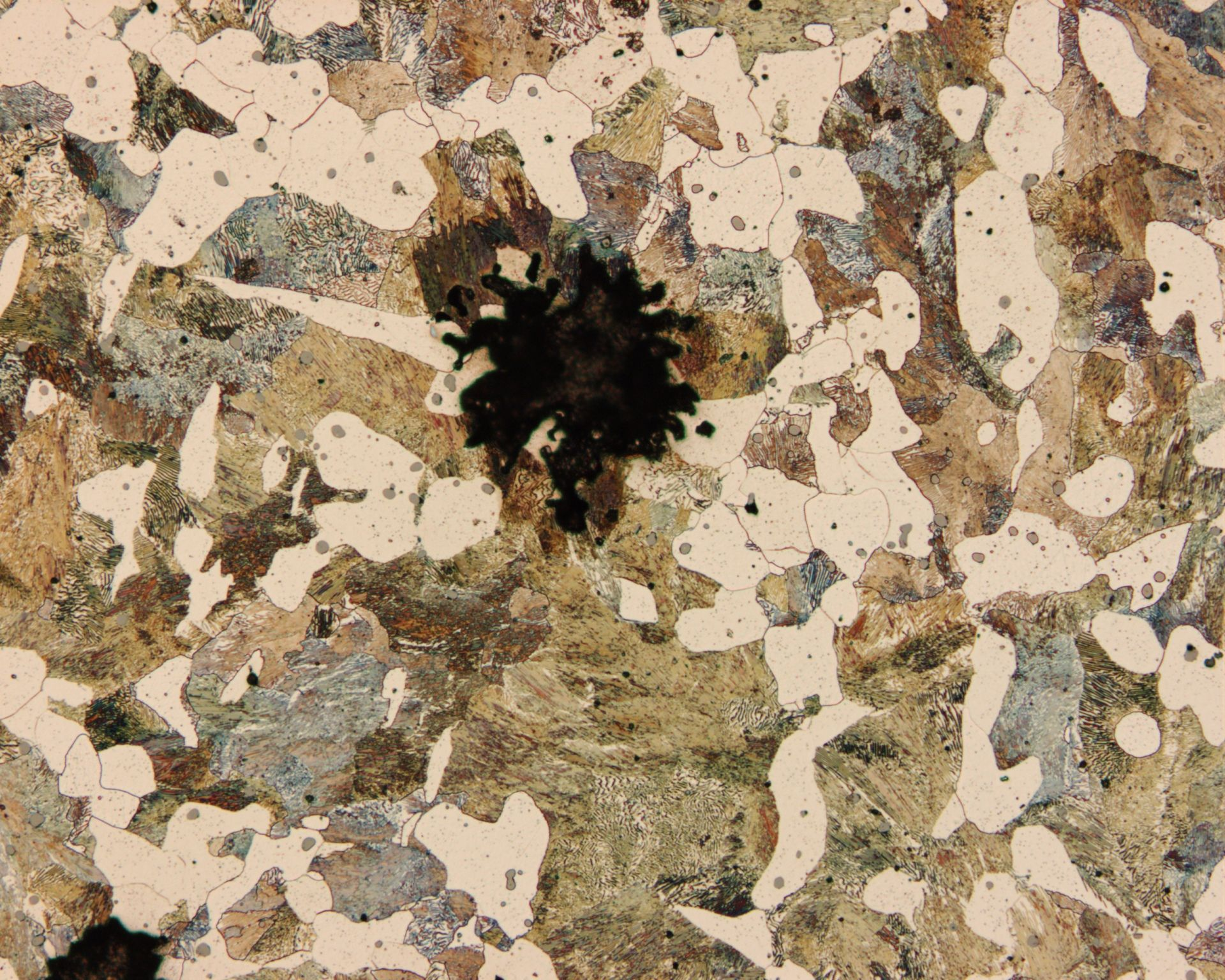
Estructura policristalina de la fundición maleable vista con 100 aumentos

La fundición maleable es un tipo de fundición de hierro cuya microestructura es la de un carburo metaestable en una matriz perlítica. A través de un tratamiento térmico de recocido, la estructura quebradiza se transforma en una forma maleable tras el moldeado inicial. El carbono se aglomera en pequeños agregados aproximadamente esféricos de grafito que dejan una matriz de ferrita o perlita según el tratamiento térmico exacto utilizado. En la industria siderúrgica se reconocen tres tipos básicos de fundición maleable: de "corazón negro", de "corazón blanco" y "perlada".

## Historia
La fundición maleable se usó ya en el siglo IV a. C., y los arqueólogos han descubierto objetos de este material datados entre el siglo IV a. C. y el siglo IX d. C. en China. Durante la dinastía Tang, el uso de fundición maleable en China disminuyó, aunque se conservan algunas muestras del siglo IX. La fundición maleable se menciona en Inglaterra en una patente que data de la década de 1670. René Antoine Ferchault de Réaumur llevó a cabo una extensa investigación sobre la fundición maleable en 1720. Descubrió que las fundiciones ordinarias se podían ablandar empaquetándolas en mineral de hierro o escoria, martillándolas y exponiéndolas a altas temperaturas durante varios días. La producción de fundición maleable comenzó en los Estados Unidos en 1826, cuando Seth Boyden abrió una fundición para la producción de herrajes para arneses y otras piezas fundidas pequeñas.

## Operaciones de moldeado, tratamiento térmico y post-moldeado
Al igual que fundiciones de hierro similares con el carbono agregado en formas esféricas o nodulares, la fundición maleable muestra una buena ductilidad. Considerado incorrectamente por algunos como un material anticuado, la fundición maleable todavía tiene un lugar legítimo como un recurso útil para los ingenieros de diseño, y es una buena opción para piezas pequeñas o con secciones transversales delgadas (menos de 0,25 pulgadas, 6,35 mm). Otros hierros nodulares con grafito en forma esférica pueden ser difíciles de producir para estas aplicaciones, debido a la formación de carburos por el enfriamiento rápido.
La fundición maleable también exhibe mejores propiedades de tenacidad a la fractura en ambientes de baja temperatura que otras fundiciones nodulares, debido a su menor contenido de silicio. La temperatura de transición de dúctil a frágil es más baja que la de muchas otras aleaciones de hierro dúctil.
Para formar adecuadamente los nódulos de grafito de forma esférica (llamados nódulos de grafito templado o nódulos de carbono templado) en el proceso de recocido, se debe tener cuidado para garantizar que la fundición de hierro se solidifique con una sección transversal de fundición completamente blanca. Las secciones más gruesas de una fundición se enfriarán lentamente, permitiendo que se forme algo de grafito primario. Este grafito se dispone en estructuras aleatorias en forma de escamas y no se transformará en carburo durante el tratamiento térmico. Cuando se aplica tensión a una fundición de este tipo en la aplicación, la resistencia a la fractura será menor que la esperada para la fundición blanca. Se dice que dicha fundición tiene un aspecto 'moteado'. Se pueden aplicar algunas medidas para mejorar la formación de una estructura completamente blanca, pero las ferrerías de fundición maleable a menudo evitan producir piezas de secciones gruesas.
Después de los procesos de fundición y tratamiento térmico, la fundición maleable se puede moldear a través del trabajo en frío, como el estampado para operaciones de enderezado, doblado o estampado. Esto es posible debido a la propiedad de la fundición maleable de ser menos sensible a la velocidad de deformación que otros materiales.

## Fabricación
La fundición maleable se obtiene al calentar la fundición blanca a temperaturas de entre 800 y 900 º C por un período de tiempo prolongado y en una atmósfera neutra (para evitar la oxidación), lo que permite obtener una descomposición de la cementita para formarse grafito, que se presenta en forma de uvas o rosetas rodeadas de una matriz ferrítica o perlítica, dependiendo de la velocidad de enfriamiento. La microestructura es similar a la de la fundición nodular, lo que origina una resistencia relativamente alta y una ductilidad o maleabilidad apreciable.

## Aplicaciones
A menudo se usa para pequeñas piezas que requieren una buena resistencia a la tracción y la capacidad de flexionarse sin romperse (ductilidad). Los usos incluyen accesorios eléctricos, herramientas manuales, accesorios para tuberías, arandelas, soportes, accesorios para cercas, accesorios para líneas eléctricas, equipos agrícolas, accesorios para minería y piezas de máquinas.
Antes del uso generalizado de la fundición maleable en los artículos cotidianos, los tornillos de banco para trabajos pesados se fabricaban con acero moldeado. El uso de acero fundido ha disminuido rápidamente en la mayoría de las aplicaciones debido a su baja moldeabilidad y, por lo tanto, las prensas de fundición de alta calidad (a diferencia de las forjadas), entre otras herramientas y elementos de máquinas, ahora están casi exclusivamente hechas de fundición maleable.
Entre sus aplicaciones más representativas, están las varillas de acoplamiento, los engranajes de transmisión y las cajas de diferencial para la industria automotriz, así como accesorios para tuberías y partes para válvulas de ferrocarril, marinas y otros tipos de trabajos pesados.